# Cantonul Sète-2
Cantonul Sète-2 este un canton din arondismentul Montpellier, departamentul Hérault, regiunea Languedoc-Roussillon, Franța.

## Comune
| Comune                                          | Populație (1999) | Cod poștal | Cod INSEE |
| ----------------------------------------------- | ---------------- | ---------- | --------- |
| Sète (chef-lieu du canton), fraction de commune | 23 069           | 34200      | 34301     |